# Sonae
Sonae (Sociedade Nacional de Estratificados) est un groupe économique portugais. Son président et principal actionnaire est Belmiro de Azevedo.

## Histoire
Le groupe Sonae est représenté en France par sa filiale Sonae Indústria (Isoroy).
En 1998, Isoroy devient la filiale française du groupe Sonae Indústria lorsque celui-ci acquiert l’entreprise allemande Glunz. Sonae Indústria est la branche industrielle du groupe Sonae et les implantations actuelles d'Isoroy sont en France à Auxerre, Torcy (Le Creusot), Lure, Ussel et Honfleur.
En 2000, en raison de la spécificité du panneau contreplaqué, la société Plysorol est créée pour regrouper cette activité ; elle devient une filiale de Sonae Capital avant d'être rachetée en 2009 par les sociétés Shandong Longsheng Import & Export Corp. et Honest Timber Gabon[source insuffisante]. 
En 2006, l'usine Darbo à Linxe est entrée dans le groupe Sonae Indústria via la filiale espagnole Tafisa.
En février 2009, Sonae Indústria ferme les sites Isoroy de Chamouilley et Châtellerault avant la fin de l'année. Ces sites produisent respectivement du MDF pour Chamouilley et de l'OSB pour Châtellerault.
En 2008, Plysorol est condamné pour pratique anticoncurrentielle au sein de l'UFC (Union des Fabricants de Contreplaqué) par le Conseil de la concurrence. Ces pratiques remontent aux années 1990 et concernent aussi Rougier Panneaux, UPM, Joubert, Thébault, Mathé et Allin.